# شرکت تلفن

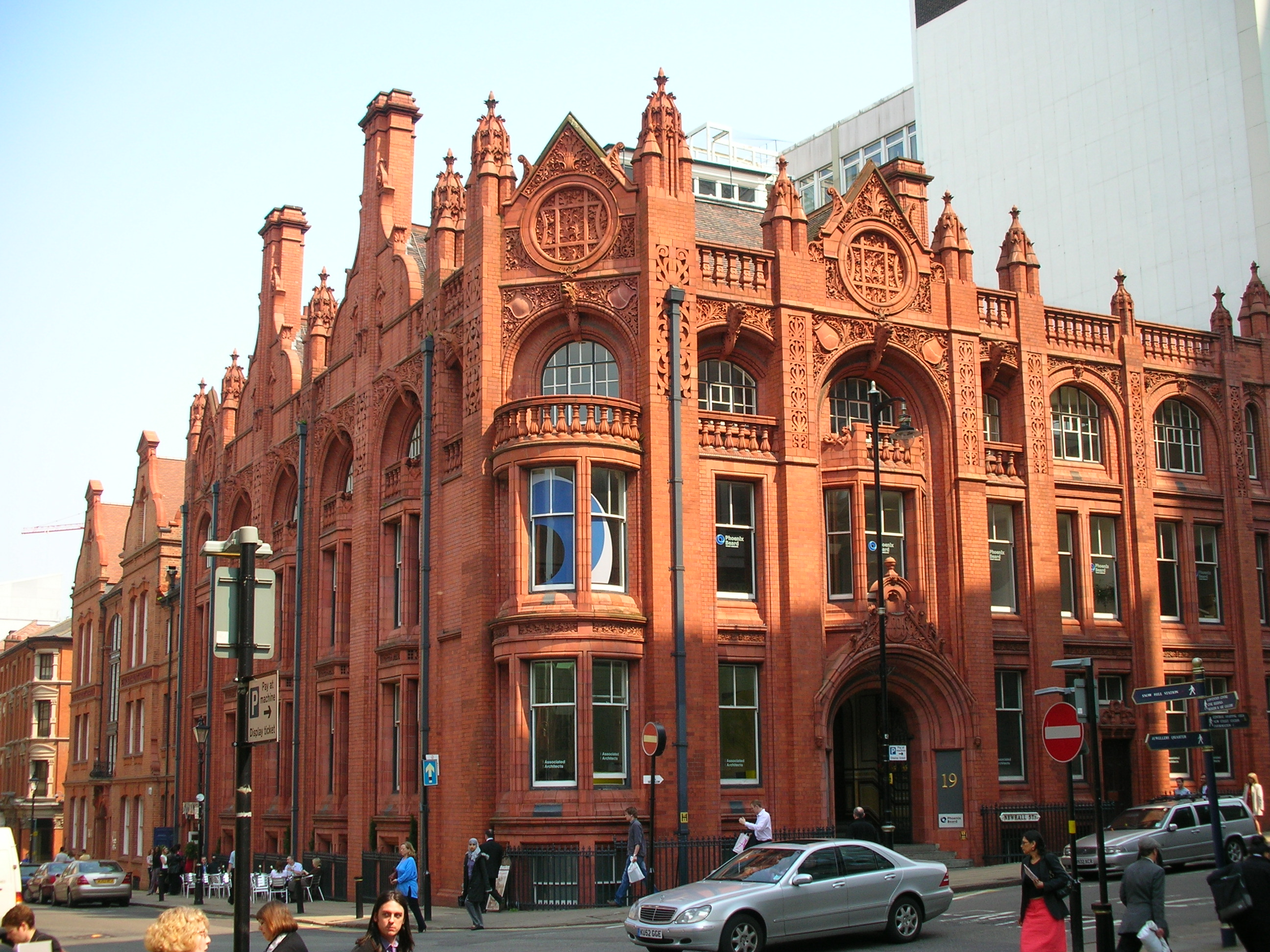
ساختمان شرکت تلفن ادیسون گروئر-بل اروپا در بیرمنگام، انگلستان، بریتانیا

شرکت تلفن که به رساننده خدمات تلفنی یا اپراتور راه دور نیز شناخته می‌شود نوعی رساننده خدمات ارتباطی یا به گونه دقیق‌تر، رساننده خدمات مخابراتی است که خدمات مخابرات مانند مکالمه راه دور و انتقال داده ارائه می‌کند. بسیاری از شرکت‌های تلفن، زمانی شرکت دولتی یا شرکت خصوصی اما در انحصار دولت بوده‌اند. بیشتر شرکت‌های دولتی تلفن، در ابتدا، ارائه‌کننده خدمات پست و تلگراف و تلفن بوده‌اند.
شرکت‌های تلفنی، حامل مشترک هستند که در ایالات متحده آمریکا به آن‌ها مرکز مبادله محلی گفته می‌شود. این شرکت‌ها با ظهور تلفن همراه، هم‌اکنون شامل حامل بی‌سیم یا اپراتور شبکه تلفن همراه نیز می‌شوند.
امروزه بسیاری از شرکت‌های تلفن، رساننده خدمات اینترنتی نیز هستند و با گذر زمان، ممکن است به خاطر همگرایی خدمات، فرق بین این دو نوع شرکت کاملاً از میان برود.

## تاریخچه
در سال ۱۹۱۳ انحصار تلفن به پایان رسید و بیش از ۲۰،۰۰۰ شرکت خصوصی تلفن توانستند از خطوط ترانک شرکت تلفن بل استفاده کنند.

### کتاب شناسی
- Huurdeman, Anton A. The Worldwide History Of Telecommunications, Wiley-IEEE, 2003, ISBN 0-471-20505-2, ISBN 978-0-471-20505-0